# Ue o muite arukō
Singles de Kyū Sakamoto
Kyū-chan Ondo (Sore ga Ukiyo to Iu Mono sa)
(1961) Model Girl
(1961)
Ue o muite arukō (上を向いて歩こう, litt. « Je marche en regardant le ciel », connue en dehors du Japon sous le titre Sukiyaki), est une chanson du chanteur japonais Kyū Sakamoto, sortie pour la première fois au Japon en 1961. Diffusée à l'international en 1963, elle connaît un immense succès et se classe notamment no 1 du Billboard Hot 100 aux États-Unis. Avec 13 millions d'exemplaires écoulés, il s'agit d'un des singles les plus vendus de tous les temps. 

## Titre
En dehors du Japon, la chanson est surtout connue sous le titre alternatif Sukiyaki. Au Japon, ce mot désigne un plat de pot-au-feu avec du bœuf cuit. Le mot « sukiyaki » n'apparaît pas dans les paroles de la chanson et n'a aucun rapport avec celles-ci. Le titre a été choisi par Louis Benjamin de Pye Records après avoir entendu la chanson lors d’un séjour d’affaires au Japon en 1962. Craignant que les disc jockeys britanniques n’arrivent pas à prononcer le titre original, il décide de l'appeler Sukiyaki, un terme plus familier pour les anglophones. Un chroniqueur de Newsweek note que c’est comme si Moon River avait été rebaptisée Beef Stew au Japon.

## Classements
| Classement (1961-1963)                     | Meilleure place |
| ------------------------------------------ | --------------- |
| Allemagne (Media Control AG)               | 2               |
| Australie (Kent Music Report)              | 1               |
| Canada (RPM)                               | 1               |
| États-Unis (Billboard Hot 100)             | 1               |
| États-Unis (Hot Adult Contemporary Tracks) | 1               |
| Japon (Music Life)                         | 1               |
| Norvège (VG-lista)                         | 1               |
| Nouvelle-Zélande (Lever Hit Parade)        | 1               |
| Royaume-Uni (Official Charts Company)      | 6               |

## Postérité
Le 16 mars 1999, la poste japonaise émet un timbre spécial de 50 yens (illustré par Makoto Wada) commémorant la chanson.
En 1965, une version instrumentale de la chanson est jouée à la radio par la NASA pour servir de musique d'ambiance aux astronautes de la mission Gemini 7, devenant ainsi l'une des premières musiques envoyées à des humains dans l'espace[réf. nécessaire].
Le 8 août 2021, la chanson est interprétée lors de la cérémonie de clôture des Jeux olympiques d'été de 2020 dans le stade national à Tokyo.
Le titre est utilisé dans le film Bullet Train sorti en 2022. La même année, il apparait également dans la série Tokyo Vice (saison 1, épisode 1).